# Fokker D.XXI
Die Fokker D.XXI war ein Jagdflugzeug des niederländischen Flugzeugherstellers Fokker aus dem Jahr 1936.

## Entwicklung
Geplant war der Jäger für den Einsatz bei den Truppen in Niederländisch-Indien (KNIL = Koninklijk Nederlandsch-Indisch Leger). Die 1935 herausgegebenen Anforderungen sahen einen billigen und stabilen Jäger mit mittlerer Leistungsfähigkeit für den Einsatz in tropischen Regionen vor. Als Konstrukteur zeichnete Erich Schatzki verantwortlich. Der Erstflug erfolgte am 27. März 1937 mit Emil Meinecke vom Flugplatz Welschap aus.
Die Bestellung für Niederländisch-Ostindien wurde von der niederländischen Luftwaffe (Luchtvaartafdeeling) storniert und 36 Maschinen für den Einsatz im Inland bestellt.
Bis zum Beginn des Westfeldzugs, dem Angriff der Wehrmacht auf die Niederlande am 10. Mai 1940, wurden 36 Maschinen geliefert, davon waren 28 einsatzfähig. Obwohl wesentlich schwächer als die deutsche Messerschmitt Bf 109, war die D.XXI im Luftkampf ein ernstzunehmender Gegner. Der Grund lag in der guten Manövrierfähigkeit des Flugzeugs. Alle Fokker D.XXI gingen allerdings durch die Übermacht der deutschen Luftwaffe verloren.

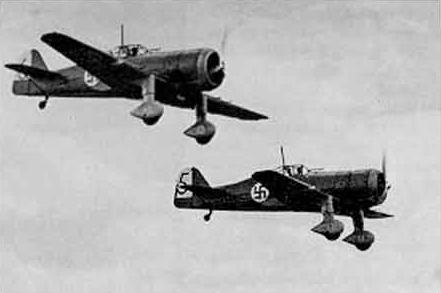
Zwei finnische Fokker D.XXI

1937 kaufte die finnische Luftwaffe sieben D.XXI. Zwischen 1938 und 1944 baute Finnland weitere 93 Maschinen in Lizenz. Die D.XXI kam in Finnland bereits im Winterkrieg 1939 zum Einsatz. Das Flugzeug schlug sich sehr gut gegen die sowjetischen Maschinen Polikarpow I-15 und I-16, insbesondere unter den harten finnischen Winterbedingungen. Im Winter wurde vielfach das Fahrwerk gegen Schneekufen ausgetauscht, um Starts und Landungen auf zugefrorenen Seen zu ermöglichen. Bei einer Maschine wurde das starre Fahrwerk gegen ein manuell einziehbares Fahrwerk ersetzt. Diese Maßnahme erhöhte jedoch die Leistungen des Flugzeugs nur unwesentlich, weshalb es zu keinen weiteren Umrüstungen kam. Erst im späteren Verlauf des Fortsetzungskrieges geriet die untermotorisierte und nur schwach bewaffnete D.XXI gegenüber moderneren sowjetischen Jägern ins Hintertreffen und wurde daher vor allem als Aufklärer eingesetzt.
Dänemark und Spanien kauften ab 1938 weitere Maschinen oder planten deren Lizenzbau. Im Spanischen Bürgerkrieg kamen die D.XXI auf Seiten der Republikanischen Regierung nicht mehr zum Einsatz. Die finnischen Maschinen blieben bis 1948 im Dienst.

## Varianten
- D.XXI

Prototyp Seriennummer FD-322
- D.XXI-1

Musterflugzeug geliefert nach Dänemark, drei gebaut, angetrieben von 645 PS (474 kW) Bristol-Mercury-VIS-Motoren. Bewaffnet mit 2× 8 mm (0.315 in) Maschinengewehren und 2× 20 mm (0.787 in) Madsen-Kanonen
- D.XXI-1

Produktionsflugzeug gebaut in der Royal Army Aircraft Factory, zehn gebaut mit 830 PS (610 kW) Bristol-Mercury-VIII-Motoren.
- D.XXI-2

53 gebaut, von denen 36 an die Niederlande (RNLAF) geliefert wurden.
- D.XXI-3

Finnischer Lizenzbau der D.XXI-2, 35 gebaut
- D.XXI-4

Verbesserte D.XXI-3, angetrieben von 825 PS (607 kW) Pratt & Whitney R-1535-SB4C-G-Twin-Wasp-Junior-Motoren. Gebaut: 55
- Projekt 150

Vorgeschlagene Version, angetrieben von einem Radialkolbenmotor Bristol Hercules. Nicht gebaut.
- Projekt 151

Vorgeschlagene Version, angetrieben von einem Rolls-Royce Merlin-Kolbenmotor. Nicht gebaut.
- Projekt 152

Vorgeschlagene Version, angetrieben von einem Daimler-Benz DB 600H. Nicht gebaut.

## Militärische Nutzer
- Dänemark: 2 geliefert und 10 in Lizenz gebaut
- Deutsches Reich: einige zur Erprobung nach Besetzung der Niederlande
- Finnland: 7 geliefert und 93 in Lizenz gebaut
- Niederlande: 36
- Spanien: eine konnte vor Ende des Bürgerkriegs geliefert werden

## Technische Daten

Dreiseitenriss

| Kenngröße             | Daten                                                                            |
| --------------------- | -------------------------------------------------------------------------------- |
| Besatzung             | 1                                                                                |
| Länge                 | 8,20 m                                                                           |
| Spannweite            | 11,00 m                                                                          |
| Höhe                  | 2,95 m                                                                           |
| Flügelfläche          | 16,20 m²                                                                         |
| Flügelstreckung       | 7,5                                                                              |
| Leermasse             | 1450 kg                                                                          |
| Startmasse            | 2050 kg                                                                          |
| Antrieb               | ein luftgekühlter 9-Zylinder-Sternmotor Bristol Mercury VIII mit 830 PS (610 kW) |
| Höchstgeschwindigkeit | 460 km/h                                                                         |
| Dienstgipfelhöhe      | 11.350 m                                                                         |
| Reichweite            | 930 km                                                                           |
| Bewaffnung            | vier Maschinengewehre F.N.-Browning M36, 7,92 mm                                 |

## Erhaltene Flugzeuge
Ein Exemplar steht heute im Militaire Luchtvaart Museum in Soesterberg, Niederlande und eins im Finnischen Luftwaffenmuseum.